# Wilhelm Ohnesorge
Karl Wilhelm Ohnesorge (8 de junho de 1872 - 1 de fevereiro de 1962) foi um político alemão do Terceiro Reich que fez parte do Gabinete de Hitler. De 1937 a 1945, foi Reichsminister do Ministério Postal do Reich,  o serviço postal alemão, tendo sucedido Paul Freiherr von Eltz-Rübenach. Juntamente com as suas funções ministeriais, Ohnesorge também se aprofundou significativamente na investigação relativa à propagação e promoção do Partido Nazista através da rádio, e no desenvolvimento de uma proposta de bomba atómica alemã.

## Biografia
Nascido em Gräfenhainichen, na província prussiana da Saxônia, Ohnesorge começou a trabalhar para o Posto Imperial em 1890. Mais tarde, ele estudou física em Quiel e Berlim, antes de se tornar chefe do serviço postal na Sede Imperial durante a Primeira Guerra Mundial. Após a guerra, envolveu-se na política de direita e juntou-se à Deutschvölkischer Schutz- und Trutzbund, a maior, mais ativa e mais influente organização antissemita da República de Weimar.
Ohnesorge conheceu Hitler em algum momento de 1920 e eles se tornaram bons amigos. Pouco depois, juntou-se ao NSDAP (N° de filiação partidária 42), fundando a sua primeira filial local (Ortsgruppe) fora da Baviera, em Dortmund. No ano de 1929, ele se tornou presidente do Escritório Central do Reichspost, o serviço postal central da Alemanha. Com a tomada do poder pelos nazistas em 1933, Ohnesorge foi nomeado Secretário de Estado e supervisionou de fato o Reichspost, engajando-se particularmente na propagação do Partido Nazista e de seus objetivos através do Post. A partir de 1937, tornou-se Reichsminister do Ministério Postal, sucedendo Paul Freiherr von Eltz-Rübenach.
Ohnesorge também ficou intrigado com a possibilidade de propagação do partido através de sinais de fio e rádio, e tornou-se conhecido como uma espécie de técnico por seu trabalho em tornar este último tecnicamente possível. Ele também é conhecido por ter contribuído fortemente para a pesquisa de uma bomba atômica alemã, apesar de sua ocupação como ministro dos correios alemães, o que sobrecarregava constantemente seu tempo. Ele apresentou muitos projetos e diagramas de suas ideias ao próprio Hitler,  com quem desenvolveu uma amizade pessoal.
Durante a desnazificação após a guerra, como membro dirigente do Partido, foram apresentadas acusações contra ele. No entanto, por razões desconhecidas, estas acusações foram posteriormente revogadas e Ohnesorge não foi penalizado pelo seu envolvimento com os nazis. Sua vida no pós-guerra permanece sem documentos.
Ohnesorge morreu aos 89 anos em 1 de fevereiro de 1962 em Munique.